# Maják Sõmeri
Maják Sõmeri (estonsky: Sõmeri tuletorn) stojí na poloostrově Sõmeri v obci Lääneranna v kraji Pärnumaa v Baltském moři v Estonsku. Je ve správě Estonského úřadu námořní dopravy (Veeteede Amet, EVA), kde je veden pod registračním číslem 785.
Maják naviguje lodi v severní části Rižského zálivu.

## Historie
V roce 1941 byl na poloostrově Sõmeri postaven dočasný dřevěný 12 m vysoký maják.
V roce 1954 byl postavený nový železobetonový maják, na jeho vrcholu byla instalována automatická acetylénová lucerna s dosvitem 10 námořních mil.
Maják se nachází v chráněné přírodní oblasti

## Popis
Bílá šestiboká železobetonová věž postavená na patrovém podstavci čtvercového půdorysu vysoká 11 metrů je ukončená ochozem bez lucerny. Lampa je vysoká 0,3 metry. Maják byl modernizován a v roce 2007 byla instalována nová technologie s LED lampami typu E827.W-LB.

## Data
zdroj
- výška světla 23,8 m n. m.
- záblesk bílého světla v intervalu 8 sekund

| Barva                      | bílá    | Zdroj |
| Charakteristika 0,6+5,4=6s |         | [ 3 ] |
| Azimut                     | 0°–360° | [ 3 ] |
| Výseč                      | 360°    | [ 3 ] |
| Dosvit [nm]                | 9       | [ 3 ] |

označení
- Admiralty: C3595
- ARLHS: EST-051
- NGA: 12496
- EVA 835

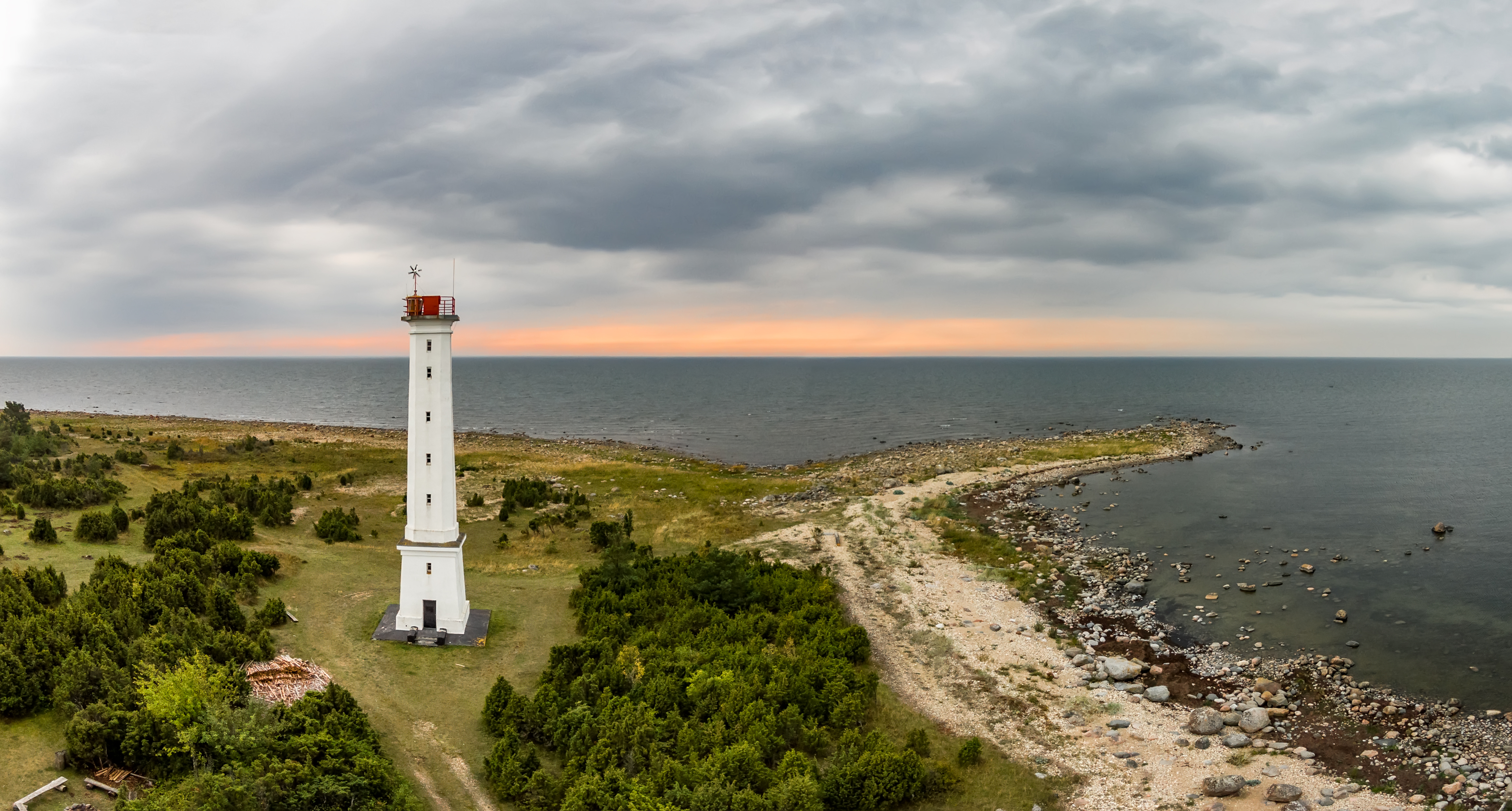
Maják v roce 2015